# 戰鬥支援艦

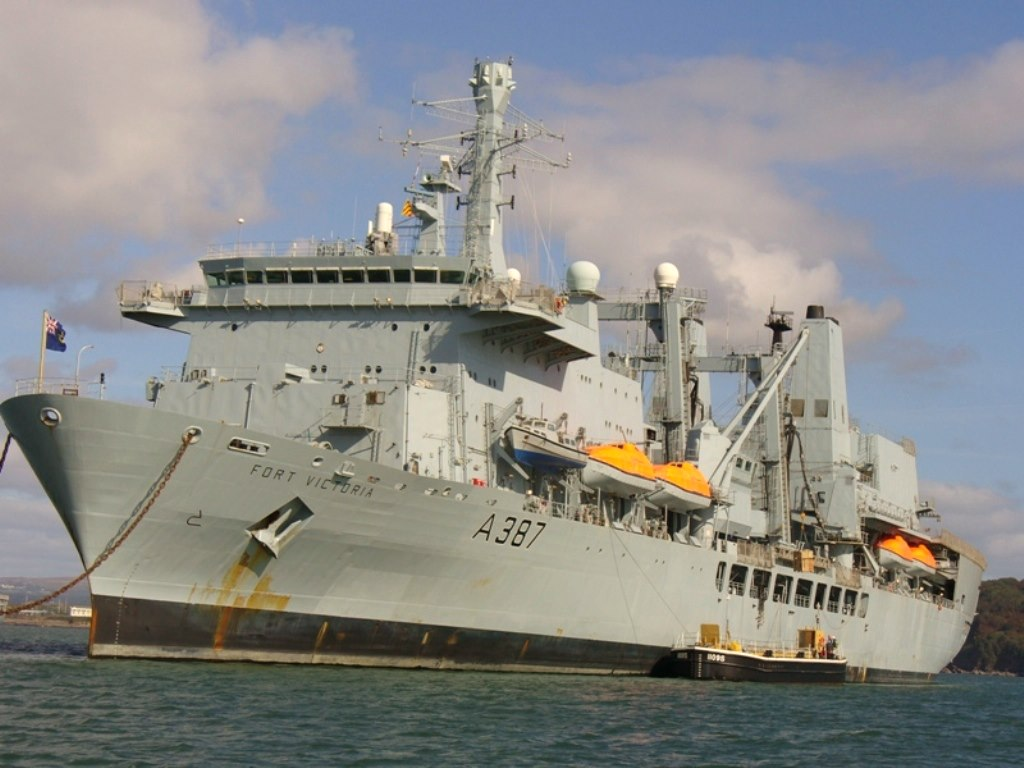

戰鬥支援艦或儲存船是用來儲存海軍物資的船隻。 它們用於向長期部署的戰鬥艦艇運送補給和燃料等物資。 美國海軍運營著天狼星級和馬爾斯級，英國皇家海軍運營著羅莎莉堡級，並繼續運營著一艘維多利亞堡級艦艇，另一艘已報廢。 他們運載或運載艦隊的冷藏物資、乾糧、技術備件、一般物資、艦隊貨運、郵件和替換人員或專家。。     储存船不应与快速战斗支援舰混淆，后者是高速辅助舰或为舰队提供维护支援的补给船。

## 仓库

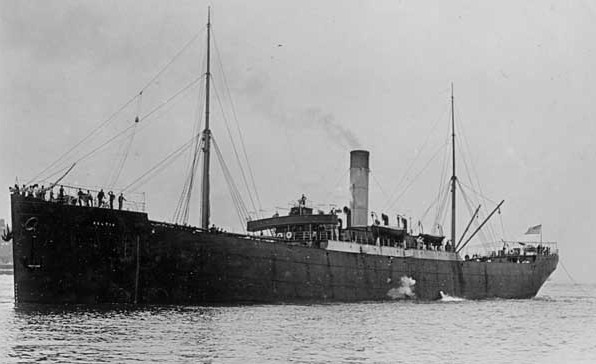
1898 年美西战争中的。

美国和英国在1812 年战争中都使用了补给船。在美墨战争和美国内战中，缴获的敌方战利品被认为不够“好战”，不足以出售以换取奖金，这些战利品常常成为在附近没有友好港口的海军部队的补给舰。“Fredonia”号1845 (6)参加了美墨战争中的下加利福尼亚战役。在美西战争和美菲战争中，美国海军都获得了“Celtic”号AF-2 (6)补给舰“Celtic”号AF-2 (6)和其他类似船只在其亚洲中队服役。

## 战斗物资船

### 美国海军
由军事海运司令部运营的六艘战斗补给船为美国海军海上作战舰艇长期提供物资，包括冷冻、冷藏和干燥补给品以及推进和航空燃料。战斗物资舰船不携带补给弹药。
战斗补给舰通过张紧货运平台和CH-46 海骑士直升机或其商用直升机提供各种类型补给的持续补充，从维修零件到新鲜食品、衣服和邮件。美国海军的战斗补给舰已被能力更强的Lewis and Clark级干货船所取代。

## 前战斗物资船只

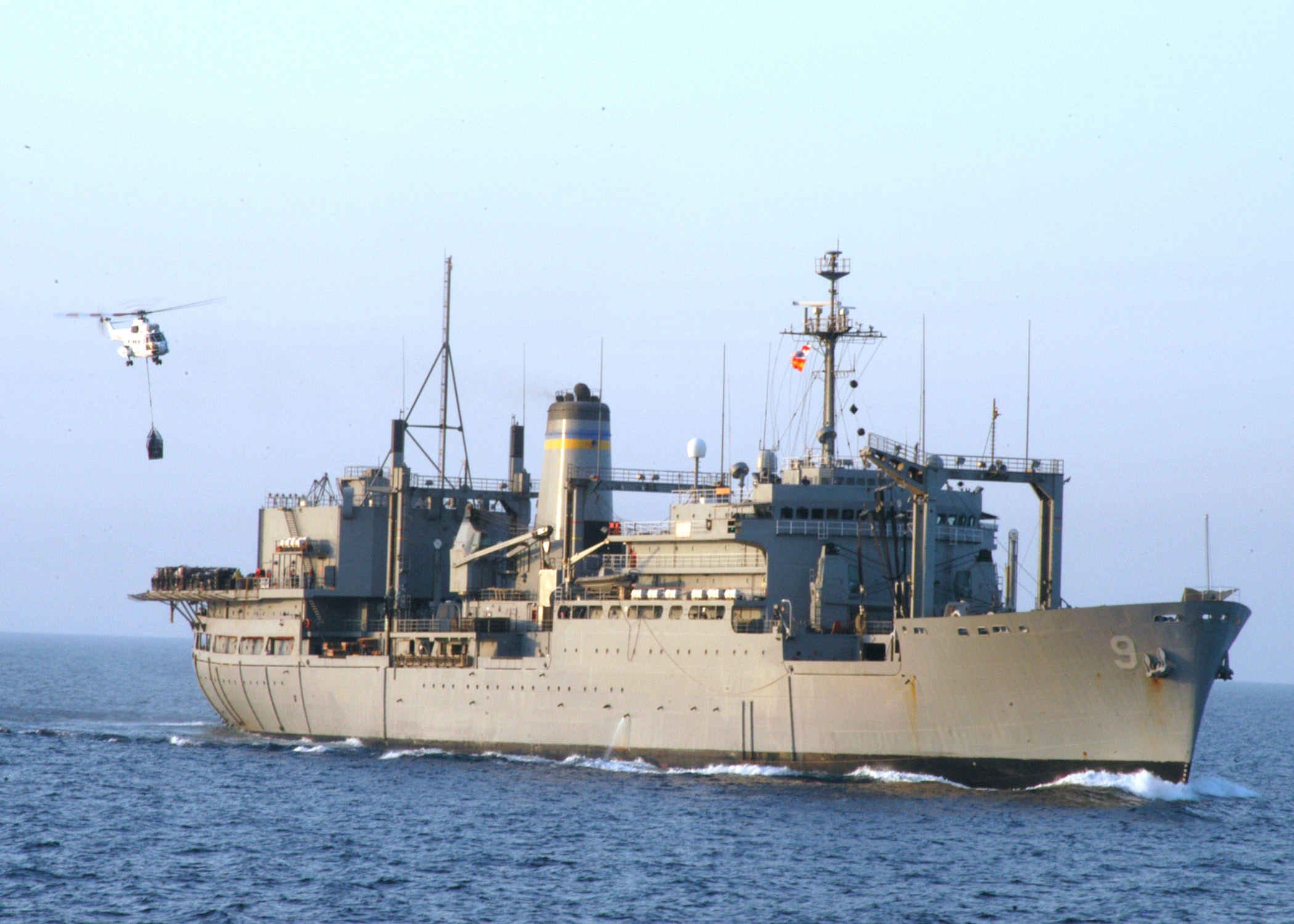
天狼星级补给船

1981-83 年，三艘舰艇从英国皇家辅助舰队转移到 MSC： “USNS”号Sirius，1981 年 1 月 18 日；“USNS”号Spica1981 年 11 月 5 日的“USNS”号Spica和“USNS”号Saturn1983 年 12 月 13 日“USNS”号Saturn。 1992-94 年，五艘海军Mars级战斗补给舰被移交给军事海运司令部： “USNS”号Concord，1992 年 10 月 15 日； 1993年2月1日“Mars”号AFS-1 (2)；“San Diego”号AFS-6 (2)，1993 年 8 月 11 日； 1993年11月2日在“San Jose”号AFS-7 (2)，1994年9月23日在“Niagara Falls”号AFS-3 (2)。圣地亚哥于1997年12月10日停用，火星于1998年2月12日停用。天狼星号于2005年被出售，角宿一号被用作靶船并于2009年被击沉，土星号被用作靶船并于2010年被击沉。